# Журавель Юрій Григорович
Ю́рій Григо́рович Жураве́ль (нар. 6 травня 1972, м. Овруч Житомирської області) — український музикант з Рівного, лідер та вокаліст гурту От Вінта!, художник, аніматор, громадський діяч, актор і сценарист.

## Життєпис
За словами самого музиканта, він народився дорогою з Каменя-Каширського, що на Волині, до Овруча, що на Житомирщині. Батько — Журавель Григорій Васильович. Мати — Балик Галина Олександрівна. Батько був військовим, мама — вчителькою, тому сім'я часто переїжджала з місця на місце. У шкільному віці змінив аж 7 шкіл. Найбільш щасливий відрізок часу свого дитинства пов'язує зі школою у місті Гайсині Вінницької області. Там Юрій навчався до 8 класу. Саме у цій школі навчався всім відомий Володимир Висоцький.
Коли вперше приїхав до Рівного, то потрапив на виступ тоді відомого гурту «Чёрный Кофе». На той час Юрій Журавель вже цікавився рок-музикою. На розігріві виступав рокабільний гурт «Містер Твістер», який і привернув увагу майбутнього музиканта і дав йому творчий поштовх. Не вміючи грати на гітарі, він купив собі цей музичний інструмент і сам вчився грати, не знаючи нот і правильного строю.
Вже потім, працюючи у рівненському театрі «Від ліхтаря», Юрій Журавель та його друзі писали музичне оформлення до вистав «Пеппі Довгапанчоха», «Звичайне Диво» та пробували грати, як живий театральний оркестрик. А згодом, на одному з перших благодійних марафонів Рівненського Палацу дітей та молоді, гурт «От вінта» виступив з повноцінною концертною програмою.
Має вищу освіту, закінчив факультет педагогіки та методики початкового навчання Рівненського державного педагогічного інституту за спеціальністю «основи дизайну та образотворче мистецтво».
Дружина Паскар Марина Тимофіївна померла в 2014 р. Має доньку Катерину, яка навчається у Варшаві на журналіста. 13 вересня 2020 року у Юрія та майстрині Наталії Сьомчик народився перший спільний син, Еней, а 14 червня 2023 року — другий, Арей.
Серед своїх переваг Юрій Журавель називає працелюбність та цілеспрямованість, а з недоліків — поступливість та «гальмування».
Роботу вважає найкращим хобі. Любить грати у волейбол і бадмінтон, плавати, а найбільш приємний відпочинок — коли дочка приїжджає додому. Своє життєве кредо Юрій Журавель, визначає, посилаючись на письменника Михайла Старицького: «Співай, ридай і будь готовий замість лаврового терновий вінець узяти на чоло».
Указом Президента України № 336/2016 від 19 серпня 2016 року нагороджений ювілейною медаллю «25 років незалежності України».

## Творчість

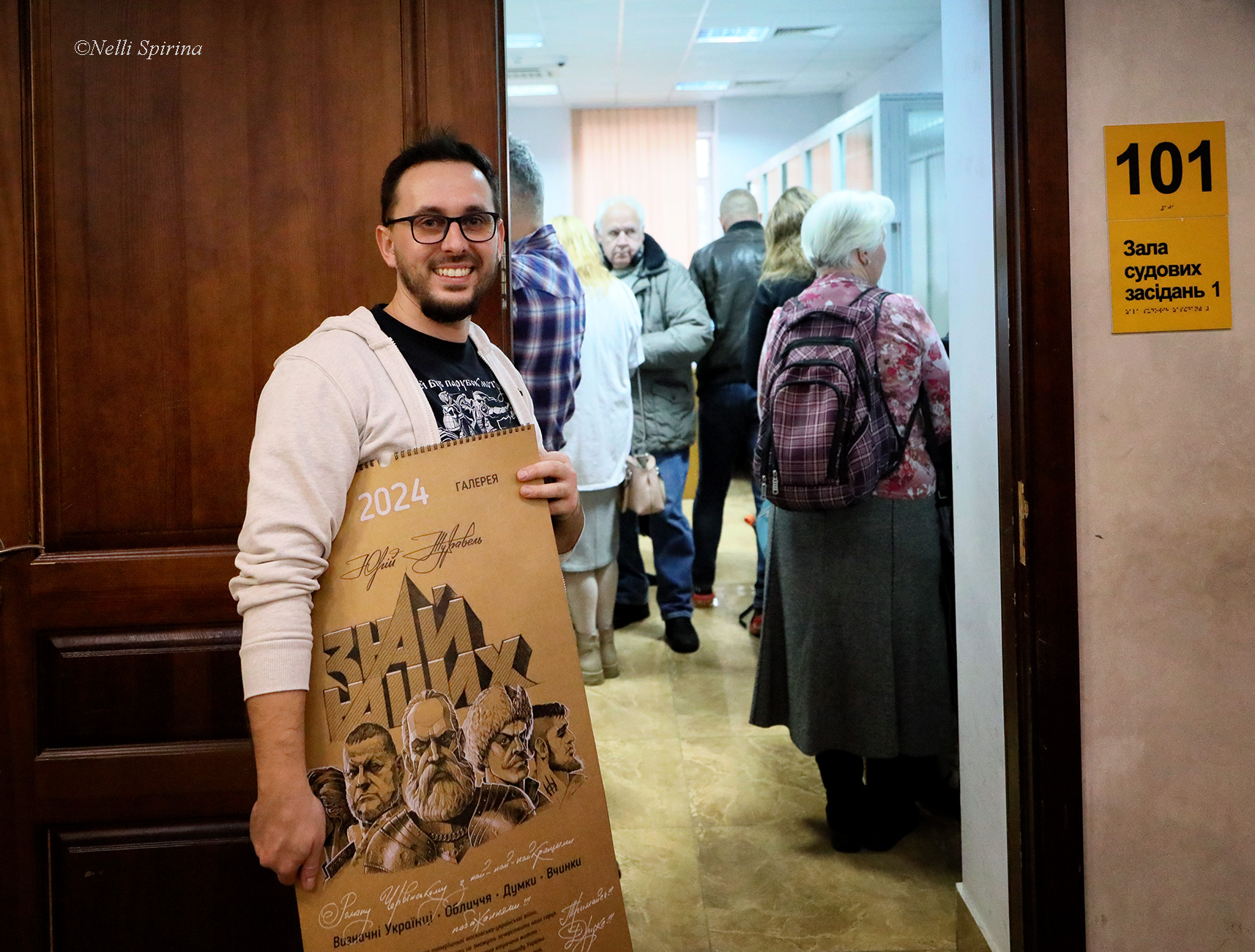
Волонтер Дмитро Завражний приніс у суд календар Юрія Журавля щоб подарувати звинуваченому Роману Червінському. В цьому календарі є портрет Романа Червінського. Шевченківський районний суд Києва 13.12.2023.

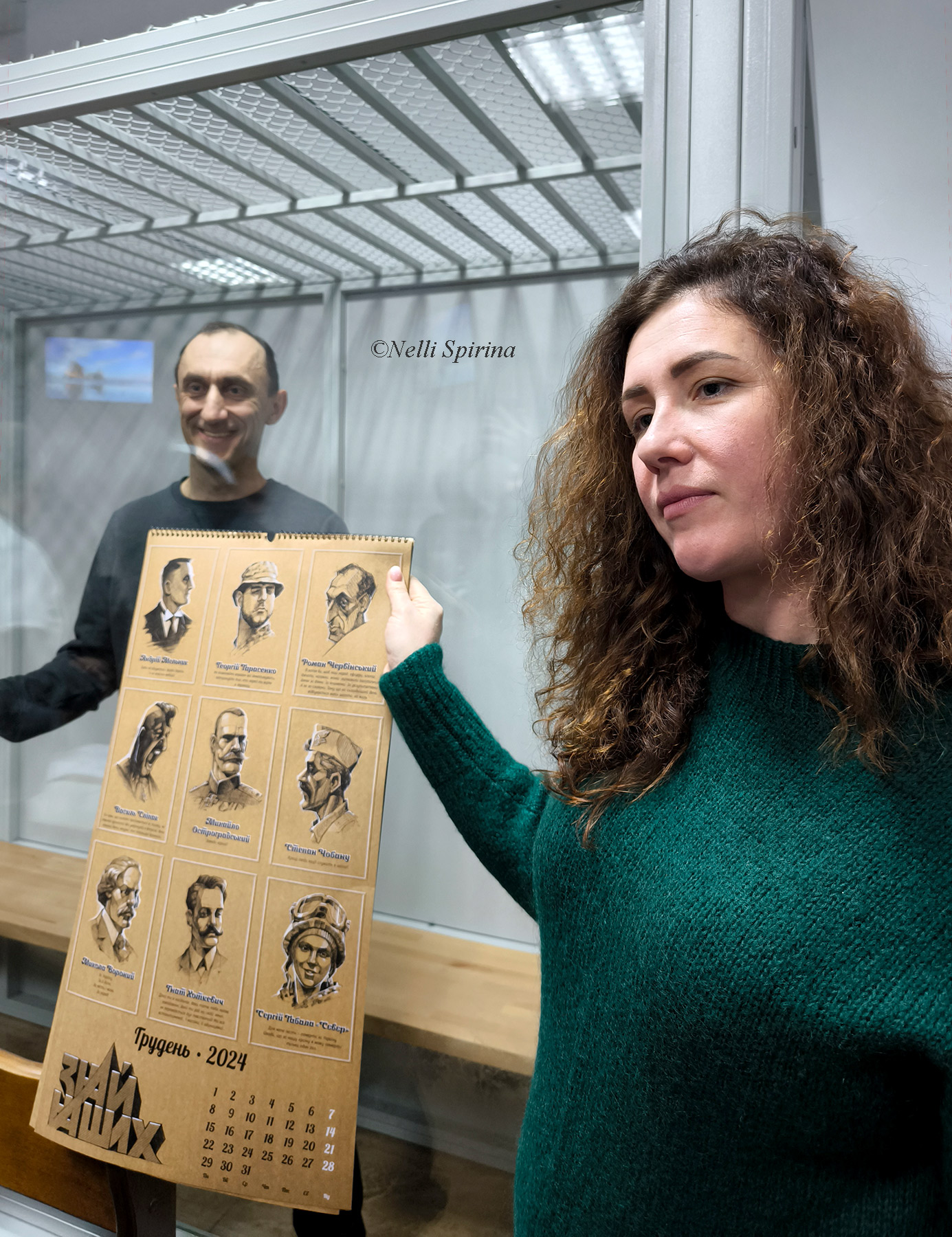
Роман Червінський з дружиною Ольгою показують календар Юрія Журавля у перерві судового засідання. Шевченківський районний суд Києва 13.12.2023.

Юрій Журавель — винахідник та засновник музичного напрямку «украбілі». Автор слів та музики альбомів гурту От Вінта!, переможець багатьох рок-фестивалів України, Росії, Польщі та Литви. Є керівником дитячого гурту «Зла мала».
Піонер української флеш-кліп анімації. Мультиплікаційні фільми Юрія Журавля: «Не мала баба клопоту — купила порося», «Опля — картопля!» та анімоване переграння «Дарма я наївся цибулі» неодноразово займали призові місця у хіт-парадах провідних музичних каналів України, Росії та Литви.
Юрій Журавель намалював казкову графіку до відео гурту «TaRuta» на пісню «Бором-Бором». Власне кліп відзняв в Карпатах кінорежисер Тарас Химич.
Відомий Юрій Журавель і як художник. Саме його малюнки ілюстрували книгу «Мазепа. Крок до правди» та роман відомих українських письменників Братів Капранових «Щоденник моєї секретарки».
Разом з Капрановими Юрій Журавель долучився і до творення «Мальованої історії Незалежності України». Над оформленням книги працювали художники з 5 міст України, а автором портретів видатних українців став Юрій Журавель. Спочатку він мав робити й комікси до книги, але через щільний графік виступів не встигав малювати в повному обсязі, а тому зосередився лише на портретах. Є багато постатей, яких в реальності ніхто не бачив, — говорить Юрій Журавель. — Їх довелося зображати за різними історичними даними та власними уявленнями. Декого вирішив зобразити «живішими», ніж їх зображують зазвичай. Наприклад Лесю Українку, на обличчі якої читаються не лише душевні хвилювання, але й фізичний біль.
Також Журавель створив цілий ряд малюнків, в яких передав своє бачення українських політиків. Ці малюнки одразу набрали неабияку популярність в Інтернеті.
Під час Єврореволюції Юрій Журавель створив на злобу дня серію малюнків у жанрі графіки (60-70 робіт), котру бійці «Беркуту» 18 лютого 2014 року у Києві на перехресті вулиці Грушевського та Хрещатика спалили:

| Намалювати вони не можуть, а єдине, що можуть, — це спалити. Як казав Булгаков — рукописи не горять. Фотографії малюнків розповсюджуються в інтернеті, в соцмережах, тому виставка продовжує життя.[4] |
Також він намалював шеврон для майданівців.
У 2014—2015 роках Юрій Журавель видав двотомник карикатур «Карикадурка», кошти на видання якого збирались у тому чbслі за допомогою краудфандингу.
Докладніше: Карикадурка ІІ
У 2016 році видав книгу-планшет «Битви за Землю Рідну». Книга видана завдяки програмі Міністерства молоді та спорту України за підтримки Рівненської ОДА.
Юрій Журавель про книжку «Битви за Землю Рідну»:
| Хочеться, щоб кожен хлопчисько, який гортатиме ці сторінки, з головою поринув у час і простір славетних битв, уявив себе героєм-захисником, відчув своєю рукою вагу меча Святослава Хороброго, приміряв обладунки Князя Острозького, поцілив у ворога галицьким арбалетом чи базукою кіборга, махнув козацькою шаблюкою і чимдуж крикнув переможне — Слава!!! |
Девіз життя: «Розумний вираз обличчя — не ознака розуму. Посміхайтесь!!!».
У 2019 році видав перший том книги «Знай наших», в якій в текстовій та ілюстрованій формі розповідається про видатних українців. Загалом в книзі 59 персонажів, 118 ілюстрацій Юрія Журавля.

## Громадська діяльність
У 2004 році Юрій Журавель разом з артистами і політиками брав участь в автопробігу «Поїзд дружби» по східних містах України, виступаючи з концертами і закликаючи до єдності і братерства.
У 2005 році став одним із засновників громадського руху «Не будь байдужим».
Саме за його задумом у Рівному відбувається кінофестиваль «Двері», флеш-моб «ЧЖ», «Велодень».
У 2012 році Журавель створив громадську організацію «Діти підземелля».
Юрій Журавель про свою місію:
| Зараз я відчуваю, що на мені відповідальна місія – виховання майбутнього покоління. Комуняк-ветеранів ми все одно не переробимо, а от майбутні покоління втрачаємо на очах. Масова примітивна культура потрєблядства (вибачте) робить з них тупих зомбі. А я хочу, щоб вони були вільними творцями власних щасливих доль. Щоб відчули, наскільки приємно творити і перемагати. Для цього я використовую всі свої вміння і напрямки і OT VINTA і канал "Добродій", і малюнки, і книги, і бесіди. |
Спільно гуртом от OT VINTA започаткували акцію «Гітара для солдата», збираючи по всій країні гітари, які потім передавалися в АТО.